# آریزون
آریزون (انگلیسی: Aurizon) شرکت ترابری استرالیایی است، که در سال ۲۰۰۴ تأسیس شد.